# Ivan Hršak
Ivan Hršak, slovenski varnostni inženir in politik, * 25. december 1957.
Leta 2011 je bil kot član DeSUSa izvoljen za poslanca Državnega zbora Republike Slovenije. Pred tem je deloval na različnih področjih varnosti in zdravja pri delu.